# Cuasigrupo
Cuasigrupo es la estructura algebraica que, con clausura lineal, se configura como un magma dotado de una sola ley de composición interna basada en la divisibilidad de sus elementos.
Los cuasigrupos carecen de la propiedad asociativa distinguiéndose por esta característica de los semigrupos y grupos.
Bucle es el cuasigrupo que posee un divisor universal o elemento neutro.

## Definición
Un cuasigrupo (Q, *) es un conjunto numérico Q dotado de una operación binaria * que es interna, de tal manera que el resultado de operar dos elementos cualesquiera entre sí dará como resultado otro elemento de Q; en otras palabras, que Q está clausurado linealmente o es un magma.
Sean los siguientes números: x, y, a y b, elementos del cuasigrupo Q, se verifica que existe una única manera de expresarlos entre sí a través del operador *:
- a * x = b ;
- y * a = b.

Tomando la tabla de Cayley de (Q, *), dos números cualesquiera pertenecientes a Q, arroja como resultado al operarlos entre sí en el sentido estricto de que el primer operando se busca en la columna y el operado, en la fila, el resultado se conoce en el lugar donde columna y fila se encuentran.
Las tablas de Cayley de los cuasigrupos tienen las características de los cuadrados latinos, donde cada casilla está ocupada por un y solo un elemento de Q, apareciendo una sola vez en cada columna y en cada fila sin repetirse.
{\displaystyle {\begin{bmatrix}1&2&3\\2&3&1\\3&1&2\end{bmatrix}}}
El operador * está basado en la divisibilidad de dos elementos de Q. Esta divisibilidad puede establecerse de dos maneras, en función de que se trate del cuasigrupo (Q, \) o del (Q, /):
- División lateral por la izquierda: a \ x = b ; x = a * b, es el resultado de dividir por la izquierda a x.
- División lateral por la derecha: y / a = b ; y = b * a, es el resultado de dividir por la derecha a y.

Cuando la división es bilátera, el resultado de la división por la izquierda y por la derecha coinciden, verificándose que x = y necesariamente, en este caso, el cuasigrupo es (Q, |).

### Álgebra universal
En una estructura algebraica, la identidad es una ecuación en la que todas las variables están tácitamente cuantificadas universalmente, y en el que todas las operaciones se encuentran entre las operaciones primitivas propias de la estructura. Las estructuras algebraicas que tienen solamente identidad (elemento neutro) se llaman variedades. Muchos resultados estándar del álgebra universal ocupan sólo de las variedades. Los cuasigrupos son las variedades en que la división izquierda y derecha se toman como primitivas.
Un cuasigrupo (Q, *, \, /) es un tipo de álgebra (2,2,2) que satisface las identidades siguientes:
- y = x * (x \ y);
- y = x \ (x * y);
- y = (y / x) * x;
- y = (y * x) / x.

Por tanto, si (Q, *) es un cuasigrupo de acuerdo con la primera definición, entonces (Q, *, \, /) es el mismo cuasigrupo en el sentido del álgebra universal.
Según Marshall Hall, Jr. un cuasigrupo es un sistema de elementos Q (a,b.c,...) en él está definida una operación binaria de producto de modo que, en cualquier ab=c cualesquiera dos de a, b, c determina de manera única el tercero como miembro de Q.

### Bucle
Un bucle es un cuasigrupo con un elemento neutro e de tal manera que:
- x*e = x = e*x.

De ello se sigue que el elemento neutro e es único, y que cada elemento de Q tiene un único inverso a izquierda y derecha. Hall, Jr. a bucle lo llama lazo.
La Teoría de Bucles no es una simple generalización, sino una teoría con un origen y que a día de hoy aún sigue en movimiento. El concepto de bucle surge por los años cuarenta con los trabajos de R.H Bruck con la construcción de anillos no asociativos. Esta teoría se desarrolló años atrás, como ejemplo tenemos una descripción en el Álgebra de Zorn donde se habla del bucle de los elementos invertibles.
Como ejemplo, nombrar el álgebra de los octoniones, el cual fue el primer ejemplo de anillo no asociativo y el único no asociativo normado con división.

## Ejemplos
- Todo grupo es un bucle, porque a * x = b si y sólo si x = a−1 * b, and y * a = b si y sólo si y = b * a−1.
- Los enteros Z con resta (−) forman un cuasigrupo.
- Los racionales Q* sin el cero (o los reales R* sin el cero) con la división (÷) forman un cuasigrupo.
- Un espacio vectorial sobre un cuerpo de característica distinta de dos forma un cuasigrupo idempotente y conmutativo con la operación x * y = (x + y) / 2.
- Todo triple sistema de steiner define un cuasigrupo idempotente y conmutativo: a * b es el tercer elemento del tripe que contiene a a y b
- El conjunto {±1, ±i, ±j, ±k} donde ii = jj = kk = +1 con todos los demás productos en el grupo de cuaterniones forma un bucle asociativo de orden 8. Ver cuaterniones hiperbólicos para su aplicación. (Los cuaterniones hiperbólicos por sí mismos no forman un bucle o cuasigrupo).
- Los octoniones sin el cero forman un bucle no asociativo bajo la división. Los octoniones son un tipo especial de bucle llamado bucle de Moufang.
- En general el conjunto de elementos distintos de cero de un conjunto forma un cuasigrupo con la división.

## Propiedades
:En el resto del artículo denotaremos a la multiplicación del cuasigrupo por una simple yustaposición
Los cuasigrupos tienen la propiedad de cancelación: Si ab = ac, entonces b = c. Esto se deduce de la singularidad de la división de la izquierda de ab o ac por a. Del mismo modo, si ba = ca, entonces b = c.

### Multiplicación de los operadores
La definición de un cuasigrupo puede ser tratada como las condiciones de los operadores de la multiplicación, izquierda o derecha L(x), R(y): Q? Q, definido por
{\displaystyle L(x)y=xy\,,}
{\displaystyle R(x)y=yx\,.}
La definición dice que ambas asignaciones son biyecciones de Q en sí mismo. Un magma Q es un cuasigrupo precisamente cuando todos estos operadores, para cada x en Q, son biyectivos. Las asignaciones inversas son la división a izquierda y derecha, es decir:
{\displaystyle L(x)^{-1}y=x\backslash y\,,}
{\displaystyle R(x)^{-1}y=y/x\,.}
En esta notación, las correspondencias entre las operaciones de multiplicación y división de los cuasigropos (ver álgebra universal) son:
{\displaystyle {\begin{aligned}L(x)L(x)^{-1}&=1\qquad &{\text{corresponde a}}\qquad x(x\backslash y)&=y,\\L(x)^{-1}L(x)&=1\qquad &{\text{corresponde a}}\qquad x\backslash (xy)&=y,\\R(x)R(x)^{-1}&=1\qquad &{\text{corresponde a}}\qquad (y/x)x&=y,\\R(x)^{-1}R(x)&=1\qquad &{\text{corresponde a}}\qquad (yx)/x&=y,\end{aligned}}}
donde 1 denota la identidad en Q.

### Cuadrados latinos
La tabla de multiplicar de un cuasigrupo finito es un cuadrado latino: una tabla de n × n llenos de n símbolos diferentes de tal manera que cada símbolo aparece exactamente una vez en cada fila y en cada columna.
Recíprocamente: cada cuadrado latino puede ser visto como la tabla de multiplicar de algún cuasigrupo de muchas maneras: la fila superior (que contiene los encabezados de columna) y la columna izquierda (que contiene los encabezados de fila) pueden ser cualquier permutación de los elementos. Ver pequeños cuadrados latinos y cuasigrupos.

### Propiedades inversas
Cada elemento del bucle tiene un único inverso izquierdo y derecho dado por:
{\displaystyle x^{\lambda }=e/x\qquad x^{\lambda }x=e}
{\displaystyle x^{\rho }=x\backslash e\qquad xx^{\rho }=e}
Un bucle se dice que es inverso bilateral si {\displaystyle x^{\lambda }=x^{\rho }} para todo x. En este caso el elemento inverso se suele designar por {\displaystyle x^{-1}}.
Hay algunos conceptos más profundos de los inversos de los bucles que a menudo son útiles:
- Un bucle tiene la propiedad inversa por la izquierda si {\displaystyle x^{\lambda }(xy)=y} para todo {\displaystyle x} e {\displaystyle y}. De manera equivalente, {\displaystyle L(x)^{-1}=L(x^{\lambda })} or {\displaystyle x\backslash y=x^{\lambda }y}.

- Un bucle tiene la propiedad inversa por la derecha si {\displaystyle (yx)x^{\rho }=y} para todo {\displaystyle x} e {\displaystyle y}. De manera equivalente, {\displaystyle R(x)^{-1}=R(x^{\rho })} or {\displaystyle y/x=yx^{\rho }}.

- Un bucle tiene la propiedad anti automórfica si {\displaystyle (xy)^{\lambda }=y^{\lambda }x^{\lambda }}.De manera equivalente, si {\displaystyle (xy)^{\rho }=y^{\rho }x^{\rho }}.

- Un bucle tiene la propiedad inversa débil cuando {\displaystyle (xy)z=e} si y sólo si {\displaystyle x(yz)=e}. Esto puede ser expresada en términos de inversos a través de {\displaystyle (xy)^{\lambda }x=y^{\lambda }} o de manera equivalente{\displaystyle x(yx)^{\rho }=y^{\rho }}.

Un bucle tiene la propiedad inversa si tiene tanto en las propiedades inversa por la izquierda como por la derecha. Si el bucle tiene propiedad inversa también tienen las propiedades inversa anti automórfica y débil. De hecho, cualquier bucle que satisface dos de las cuatro identidades tiene la propiedad inversa y por lo tanto tiene las cuatro.
Cualquier bucle que satisface las propiedades de la inversa izquierda e inversa derecha, o anti automórfica automáticamente es inverso bilateral.

## Morfismos
Un homomorfismo de un cuasigrupo o de un bucle es una función f: Q? P entre dos cuasigrupos tal que f(xy) = f(x)f(y). Los Homomorfismos de los cuasigrupos preservan necesariamente la división por la izquierda y por la derecha, y además, cuando existen, los elementos neutros (en el caso de los bucles).

### Homotopía e isotopía
Sean Q y P cuasigrupos. Una homotopía de un cuasigrupo de Q a P es una terna (?,?,?) de las funciones de Q a P tal que
{\displaystyle \alpha (x)\beta (y)=\gamma (xy)\forall x,y\in Q}
Un homomorfismo de un cuasigrupo es sólo una homotopía en que las tres funciones son iguales.
Una isotopía es una homotopía en la que cada una de las tres funciones (?,?,?) es una biyección. Dos cuasigrupos son isotópicos si hay una isotopía entre ellos. En términos de cuadrados latinos, una isotopía (?,?,?) viene dada por una permutación de filas?, una permutación de las columnas?, y una permutación de elementos? del conjunto subyacente.
Un autotopía es una isotopía de un cuasigrupo en sí mismo. El conjunto de todas las autotopías de un cuasigrupo forman un grupo con el grupo de los automorfismos como subgrupo.
Cada cuasigrupo es isotópico de un bucle. Si un bucle es isotópico de un grupo, entonces es isomorfo a ese grupo y por lo tanto es el mismo un grupo. Sin embargo, un cuasigrupo que sea isotópico a un grupo no tiene por qué ser un grupo. Por ejemplo, el cuasigrupo en R con la multiplicación dada por (x + y) / 2 es isotópico para el grupo aditivo (R, +), pero no es en sí un grupo.

### Conjugación
La división por la izquierda y por la derecha son ejemplos de la formación de un cuasigrupo permutando las variables en la ecuación que las define. De la operación original * (es decir, x*y = z) se pueden formar cinco nuevas operaciones: xoy:= y*x (la operación inversa), / y \, y sus opuestos. Esto hace un total de seis operaciones de cuasigrupos, que se llaman los conjugados de *. Esto hace un total de seis operaciones del cuasigrupo, que se llaman "conjugadas" el uno del otro (y de sí mismos).

### Paratopía
Si el conjunto de Q tiene dos operaciones del cuasigrupo, * y ·, y uno de ellos es isotópico a un conjugado de la otra, las operaciones se dice que son paratopicas una de la otra.

## Generalizaciones

### Cuasigrupos poliádicos o con aridad múltiple
Un cuasigrupo n-ario es un conjunto con una operación n-aria, (Q, f) con f. Qn? Q, de tal manera que la ecuación f(x1,...,xn) = y tiene una solución única para cualquiera variable, si todas las otras n variables se especifican de manera arbitraria. Poliádica o o con aridad múltiple significa n-aria para cualquier entero n no negativo.
Un cuasigrupo 0-ario, o sin argumentos, es sólo un elemento constante de Q. Un cuasigrupo 1-ario, o unitario, es una biyección de Q en sí mismo. Un cuasigrupo binario, o 2-ario, es un cuasigrupo ordinario.
Un ejemplo de un cuasigrupo con aridad múltiple es una operación del grupo iterado, y = x1 · x2 · ··· · xn no es necesario el uso de paréntesis para especificar el orden de las operaciones ya que el grupo es asociativo. También se puede formar un cuasigrupo con aridad múltiple mediante la realización de una secuencia de operaciones del cuasigrupo del mismo o diferente grupo, si se especifica el orden de las operaciones.

### Cuasigrupos derecho e izquierdo
Un cuasigrupo derecho (Q, *, /) es un tipo de álgebra (2,2) que satisface las siguientes igualdades:
- y = (y / x) * x;
- y = (y * x) / x.

Un cuasigrupo izquierdo (Q, *, \) es un tipo de álgebra (2,2) que satisface las siguientes igualdades:
- y = x * (x \ y);
- y = x \ (x * y).